# Qbo (álbum)
Qbo es el álbum debut de la banda mexicana de Nu metal del mismo nombre, publicado el 1 de enero de 2003 por EMI Music México

## Lista de canciones
| N.º   | Título                      | Duración |  |
| 1.    | «Intro»                     | 0:26     |  |
| 2.    | «Desvanecer»                | 4:01     |  |
| 3.    | «Lo Que Tus Sueños Cuentan» | 3:18     |  |
| 4.    | «Volver a Respirar»         | 3:17     |  |
| 5.    | «Anclas»                    | 3:54     |  |
| 6.    | «Encontrarte»               | 3:21     |  |
| 7.    | «No Más»                    | 3:34     |  |
| 8.    | «Invisible»                 | 3:50     |  |
| 9.    | «Rien»                      | 3:45     |  |
| 10.   | «El Juego»                  | 3:17     |  |
| 11.   | «Sangre De Tu Sangre»       | 3:57     |  |
| 12.   | «Verdad En Tus Mentiras»    | 4:28     |  |
| 13.   | «Mágico»                    | 3:10     |  |
| 38:12 |                             |          |  |

## Créditos
- Antonio Ruiz "Tonio" - Voz y Guitarra

- Maxz Rob - Voz y Bajo

- Arturo Martínez "Tarro" - Batería

- Saeg Uno - DJ

- Richie Zito - Productor ejecutivo

- Dave Domínguez - Coproductor, Mezcla y Diseño

- Tom Baker - Masterización